# La terribile e spaventosa storia del Principe di Venosa e della bella Maria
La terribile e spaventosa storia del Principe di Venosa e della bella Maria (en français, La terrible et effrayante histoire du Prince de Venosa et de la belle Maria) est un opéra postmoderne, composé par Salvatore Sciarrino en 1999 pour l'opéra de marionnettes sicilien.
Par son sujet, l'œuvre se réfère au grand compositeur (par ailleurs assassin) Carlo Gesualdo, et à sa légende noire, comme il reprend de nombreux éléments de sa musique (profane mais aussi religieuse) dans son matériau musical.

## Histoire
Les personnages mentionnés dans le titre de l'opéra sont ceux de Carlo Gesualdo, prince de Venosa, compositeur de madrigaux et de motets à l'écriture hors-normes, mais aussi assassin de son épouse adultère, Maria d'Avalos, dont la beauté était reconnue par les chroniqueurs de la fin du XVIe siècle. L'évènement « terrible et effrayant » correspond au double meurtre perpétré par Gesualdo, dans la nuit du 16 au 17 octobre 1590, dans son palais de Naples, sur les personnes de la belle Maria et de son amant, Fabrizio Carafa, duc d'Andria. 
Selon Catherine Deutsch, « même si le vice-roi chercha à étouffer l'affaire, soit de son propre chef, soit poussé par les Gesualdo, ce double crime marqua profondément et durablement les esprits à Naples, en Italie et dans le reste de l'Europe ». Denis Morrier voit dans cette « affaire Gesualdo » le crime du siècle, qui établit définitivement la réputation du prince compositeur par « l'extraordinaire publicité » qui entoura son geste.
L'issue tragique de ses noces contribua à la postérité de Gesualdo, devenu le « compositeur meurtrier » de l'histoire de la musique, « le monstre torturé par sa conscience et par le spectre de sa femme ».

## Instrumentation
L'opéra est composé pour voix de femme (non spécifiée), quatuor de saxophones et percussions.
Glenn Watkins fait observer que les saxophones ne jouent guère qu'en techniques de jeu étendues, notamment par l'emploi quasi permanent du slap, et une gamme de nuances allant jusqu'au « superpianissimo, pour générer une atmosphère fantomatique ».

## Airs
Exemple caractéristique de l'esthétique postmoderne en musique classique, le matériau musical de l'opéra est presque entièrement basé sur des madrigaux ou des pièces composées par Gesualdo. Ainsi, le prélude, confié aux saxophones, reprend le madrigal Tu m'uccidi, o crudele du cinquième livre (publié en 1611), « rendu méconnaissable par la technique de composition employée ».
Sciarrino emploie également le quatuor pour une version recomposée d'une danse, la gagliarda del Principe di Venosa (« Gaillarde du Prince de Venosa »), rare exemple de la musique instrumentale de Carlo Gesualdo composée à quatre voix (quatre parties instrumentales), ici sous le titre Immagine ossesso (« image obsédante »). 
La voix (a priori, de soprano) intervient pour une canzone segreta (« Chanson secrète »), et l'opéra s'achève sur une chanson per finire « écrite dans un style délibérément pop », où il est clairement fait allusion à l'œuvre picturale Il Perdono di Gesualdo (« Le Pardon de Gesualdo »), et à sa composition entre le Ciel et l'Enfer :
| Gesualdo a Venosa Oggi è stato perdonato. Non sappiamo s'è all'Inferno Se la musica basto Per andare in Paradiso. Tisu ! Tisu ! Poveri angeli, Che musica strana ! | Gesualdo de Venosa A été pardonné aujourd'hui. Nous ne savons pas s'il est en Enfer Ou si la musique a suffi Pour le mener en Paradis. Tsk ! Tsk ! Pauvres anges, Quelle musique étrange ! |

## Récompense
La fondation Carlo Gesualdo a attribué son premier « premier prix » (Premio Internazionale) à Salvatore Sciarrino pour cet opéra, en 2004, « de façon assez logique » selon Glenn Watkins.

## Discographie
L'opéra a été enregistré pour le label Harmonia Mundi (Zig-Zag Territoires, 040802)